# توم هايز (سياسي أيرلندي)
توم هايز (بالإنجليزية: Tom Hayes)‏ هو فلاح وسياسي أيرلندي، ولد في 16 فبراير 1952 في جمهورية أيرلندا. حزبياً، نشط في فاين جايل.

## مناصب
- في انتخابات تكميلية، انتخب نائب دييل عن دائرة دائرة تيبراري الجنوبية [الإنجليزية]‏ وقد انضم خلال فترته النيابية ‏ (30 يونيو 2001 – 25 أبريل 2002) للكتلة البرلمانية فاين جايل.
- في الانتخابات العمومية الإيرلندية 2002 [الإنجليزية]‏، انتخب نائب دييل عن دائرة دائرة تيبراري الجنوبية [الإنجليزية]‏ وقد انضم خلال فترته النيابية ‏ (6 يونيو 2002 – 26 أبريل 2007) للكتلة البرلمانية فاين جايل.
- في الانتخابات العمومية الأيرلندية 2007 [الإنجليزية]‏، انتخب نائب دييل عن دائرة دائرة تيبراري الجنوبية [الإنجليزية]‏ وقد انضم خلال فترته النيابية ‏ (14 يونيو 2007 – 1 فبراير 2011) للكتلة البرلمانية فاين جايل.
- انتخب عضو مجلس الشيوخ من أيرلندا عن دائرة القائمة الزراعية [الإنجليزية]‏ وقد انضم خلال فترته النيابية ‏ (17 سبتمبر 1997 – 30 يونيو 2001) للكتلة البرلمانية فاين جايل.
- في الانتخابات العمومية الأيرلندية 2011 [الإنجليزية]‏، انتخب نائب دييل عن دائرة دائرة تيبراري الجنوبية [الإنجليزية]‏ وقد انضم خلال فترته النيابية [الإنجليزية]‏ (9 مارس 2011 – 3 فبراير 2016) للكتلة البرلمانية فاين جايل.
- انتخب Minister of State for Research & Development, Farm Safety and New Market Development [الإنجليزية]‏.

## وصلات خارجية
- الموقع الرسمي